# Арбіньє
Арбіньє́ (фр. Arbignieu) — колишній муніципалітет у Франції, у регіоні Овернь-Рона-Альпи, департамент Ен. Населення — 484 осіб (2011).
Муніципалітет був розташований на відстані близько 430 км на південний схід від Парижа, 65 км на схід від Ліона, 65 км на південний схід від Бург-ан-Бресса.

## Історія
До 2015 року муніципалітет перебував у складі регіону Рона-Альпи. Від 1 січня 2016 року належав до нового об'єднаного регіону Овернь-Рона-Альпи.
1 січня 2016 року Арбіньє і Сен-Буа було об'єднано в новий муніципалітет Арбуа-ан-Бюже.

## Демографія
Динаміка населення (Cassini ):
Розподіл населення за віком та статтю (2006):
| Стать | Всього | До 15 років | 15-24 | 25-44 | 45-64 | 65-85 | Понад 85 |
| --- | ------ | ----------- | ----- | ----- | ----- | ----- | -------- |
| Чоловіки | 248    | 56          | 20    | 64    | 52    | 44    | 12       |
| Жінки | 239    | 40          | 20    | 64    | 71    | 36    | 8        |
| \| Статево-вікова піраміда \| Статево-вікова піраміда \| Статево-вікова піраміда \| \| ----------------------- \| ----------------------- \| ----------------------- \| \| Чоловіки \| Вік \| Жінки \| \| 12 \| 85 + \| 8 \| \| 4 \| 80-84 \| 4 \| \| 0 \| 75-79 \| 8 \| \| 16 \| 70-74 \| 8 \| \| 24 \| 65-69 \| 16 \| \| 12 \| 60-64 \| 20 \| \| 20 \| 55-59 \| 16 \| \| 16 \| 50-54 \| 27 \| \| 4 \| 45-49 \| 8 \| \| 24 \| 40-44 \| 16 \| \| 16 \| 35-39 \| 20 \| \| 4 \| 30-34 \| 12 \| \| 20 \| 25-29 \| 16 \| \| 12 \| 20-24 \| 4 \| \| 8 \| 15-20 \| 16 \| \| 12 \| 10-14 \| 12 \| \| 24 \| 5-9 \| 16 \| \| 20 \| 0-4 \| 12 \| |        |             |       |       |       |       |          |
| Статево-вікова піраміда |        |             |       |       |       |       |          |
| Чоловіки | Вік    | Жінки       |       |       |       |       |          |
| 12 | 85 +   | 8           |       |       |       |       |          |
| 4 | 80-84  | 4           |       |       |       |       |          |
| 0 | 75-79  | 8           |       |       |       |       |          |
| 16 | 70-74  | 8           |       |       |       |       |          |
| 24 | 65-69  | 16          |       |       |       |       |          |
| 12 | 60-64  | 20          |       |       |       |       |          |
| 20 | 55-59  | 16          |       |       |       |       |          |
| 16 | 50-54  | 27          |       |       |       |       |          |
| 4 | 45-49  | 8           |       |       |       |       |          |
| 24 | 40-44  | 16          |       |       |       |       |          |
| 16 | 35-39  | 20          |       |       |       |       |          |
| 4 | 30-34  | 12          |       |       |       |       |          |
| 20 | 25-29  | 16          |       |       |       |       |          |
| 12 | 20-24  | 4           |       |       |       |       |          |
| 8 | 15-20  | 16          |       |       |       |       |          |
| 12 | 10-14  | 12          |       |       |       |       |          |
| 24 | 5-9    | 16          |       |       |       |       |          |
| 20 | 0-4    | 12          |       |       |       |       |          |

## Економіка
2010 року серед 295 осіб працездатного віку (15—64 років) 221 була активною, 74 — неактивними (показник активності 74,9%, у 1999 році було 61,3%). З 221 активної мешканців працювало 205 осіб (109 чоловіків та 96 жінок), безробітними було 16 (3 чоловіки та 13 жінок). Серед 74 неактивних 12 осіб було учнями чи студентами, 43 — пенсіонерами, 19 були неактивними з інших причин.

У 2010 році в муніципалітеті числилось 204 оподатковані домогосподарства, у яких проживали 477,0 особи, медіана доходів виносила 20 567 євро на одного особоспоживача